# Bucharest Ring
Der Bucharest Ring war eine temporäre Rennstrecke, die in der rumänischen Hauptstadt Bukarest erstmals im Mai 2007 eingerichtet wurde. Der um den Parlamentspalast führende Stadtkurs kam lediglich bei 2 Veranstaltungen 2007 und 2008 zum Einsatz.

## Streckenverlauf

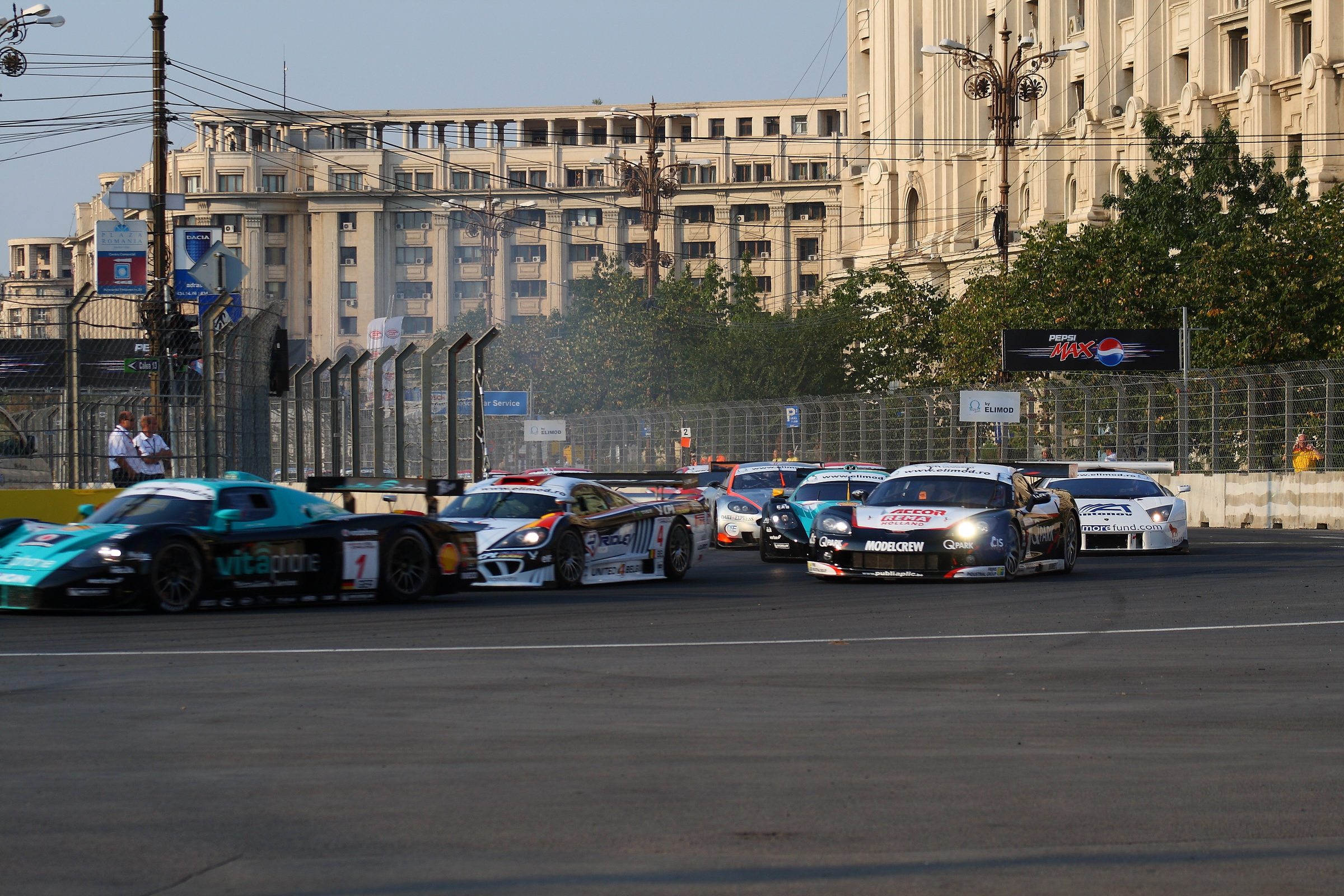
Start des FIA-GT-Rennens 2008 auf dem Bucharest Ring

Der von Hermann Tilke entworfene Stadtkurs, war 3180 Meter lang und führt in einem unregelmäßigen Viereck im Uhrzeigersinn um den Parlamentspalast.
Nach dem Start ging es um eine 90°-Rechtskurve auf eine lange Gerade mit zwei Schikanen. Danach führt der Kurs nach einer scharfen Rechts-links-rechts-Kombination auf die leicht nach rechts gebogene Gegengerade, durch eine weitere Schikane auf die letzte Gerade, bevor man durch eine omega-förmige Rechtskurve auf die Start-und-Ziel-Gerade gelangte.

## Veranstaltungen
Eine erste, für 2006 geplante Veranstaltung musste wegen einer Klage gegen einen rumänischen Geschäftsmann abgesagt werden, der sich das Streckenlayout als vermeintlicher Urheber beim rumänischen OSIM („State Office for Inventions and Trademarks“, vergleichbar mit dem deutschen Patent- und Markenamt) hatte registrieren lassen.
Vom 18. bis 20. Mai 2007 wurden auf dem Kurs schließlich erstmals Läufe zur FIA-GT-Meisterschaft, zur Britischen Formel 3, zum Dacia-Logan-Cup und zur FIA-GT3-Europameisterschaft ausgetragen. Vom 22. bis 24. August 2008 gastierten die Serien mit Ausnahme der FIA GT3 erneut auf dem Bucharest Ring.

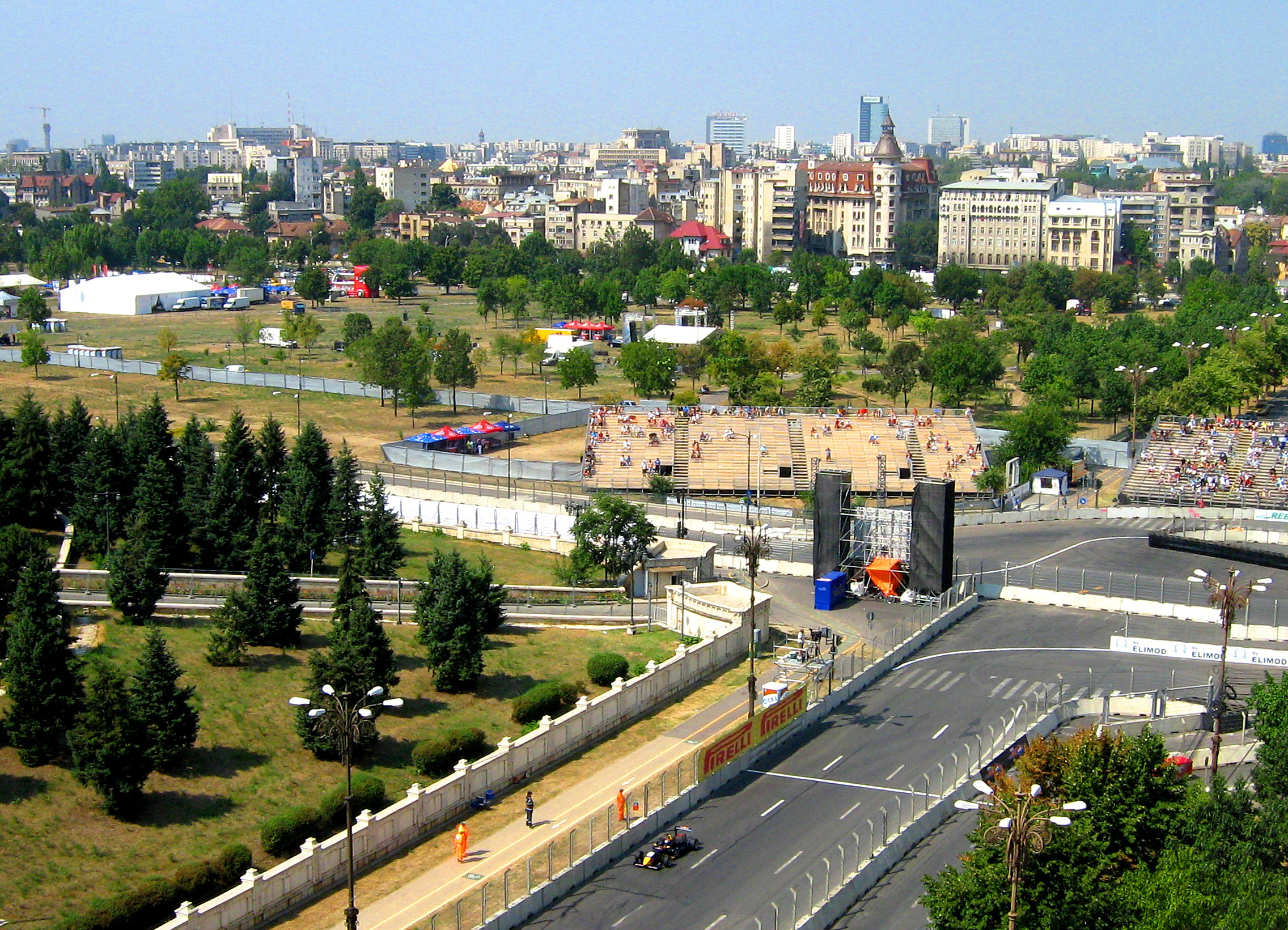
Bucharest Ring – Letzte Kurve vor Start-Ziel

Ein 2011 geplantes Rennwochenende der Auto GP Serie scheiterte aus finanziellen Gründen seitens des rumänischen Veranstalters und wegen einer fehlenden Grade-2-Homologation durch die FIA.